# Thaleria leechi
Thaleria leechi är en spindelart som beskrevs av Kirill Yeskov och Yuri M. Marusik 1992. Thaleria leechi ingår i släktet Thaleria och familjen täckvävarspindlar. Inga underarter finns listade i Catalogue of Life.